# ولنغتون سانشيز
ولنغتون سانشيز (مواليد 19 يونيو 1974) هو لاعب كرة قدم. يلعب مع منتخب الإكوادور لكرة القدم. سبق له أن لعب في كأس العالم لكرة القدم مع منتخب بلاده.

## روابط خارجية
- ولنغتون سانشيز على موقع الاتحاد الدولي (مؤرشف)  (الإنجليزية)
- ولنغتون سانشيز على موقع الدوري الأمريكي (الإنجليزية)
- ولنغتون سانشيز على موقع قاعدة بيانات كرة القدم.إي يو (الإنجليزية)
- ولنغتون سانشيز على موقع ناشيونال فوتبول تيمز (الإنجليزية)
- ولنغتون سانشيز على موقع Soccerway.com (الإنجليزية)